# دندان‌های هاچینسون
دندان‌های هاچینسون (انگلیسی: Hutchinson's teeth) نشانه سیفلیس مادرزادی است. افراد مبتلا دارای دندان‌هایی هستند که کوچک‌تر و فاصله بیشتری نسبت به حالت عادی دارند و دارای بریدگی‌هایی بر روی سطوح جونده خود هستند.
دندان‌های هاچینسون نامشان را از سِـر جاناتان هاچینسون جراح و آسیب‌شناس بریتانیایی، که نخستین بار آن را توصیف کرد، گرفته شده است.
دندان‌های هاچینسون بخشی از سه‌گانه هاچینسون را تشکیل می‌دهند.